# إدوارد دبليو. تاونسند
إدوارد دبليو. تاونسند هو سياسي أمريكي، ولد في 10 فبراير 1855 في كليفلاند في الولايات المتحدة، وتوفي في 15 مارس 1942 في نيويورك في الولايات المتحدة. نشط حزبياً في الحزب الديمقراطي. وقد انتخب عضو مجلس النواب الأمريكي ‏.